# Tirana AS
Der Tirana AS ist ein 2008 gegründeter Frauenfußballverein aus der albanischen Hauptstadt Tirana. Der Verein wurde dem KF Tirana eingegliedert. Der Verein ist eine der ersten Frauenfußballvereine Albaniens neben Jubani Shkodër, Tropoje, Olimpik, Rubiku, Memaliaj und The Door Albania.
Tirana AS ist der erste offizielle Frauenfußball-Meister der Kampionati kombëtar i femrave und der erste Pokalsieger.
Aktueller Trainer des Vereines ist der ehemalige albanische Fußballnationalspieler Altin Rraklli. Der Verein trägt die Heimspiele im 12.000 Zuschauer fassenden Selman-Stërmasi-Stadion aus.

## Erfolge
- Albanischer Meister: 2009
- Albanischer Pokalsieger: 2010